# Banzai
Banzai er et japansk udråb, det betyder 10.000 år og symboliserer lang levetid.